# Arquipoeta
Arquipoeta (em latim e alemão: Archipoeta) ou Arquipoeta de Colônia (c. 1130 – c. 1165) é o nome atribuído a um escritor anônimo do século XII, possivelmente alemão, considerado autor de dez poemas escritos em latim medieval. Sua obra mais conhecida é o poema Estuans intrinsecus (também chamado de Confissão do Arquipoeta ou Confissão Goliarda), que faz parte das Carmina Burana (CB 191).

## Poemas
São os dez poemas do Arquipoeta, aqui identificados por seus versos iniciais:
I: Lingua balbus, hebes ingenio
II: Fama tuba dante sonum
III: Omnia tempus habent, et ego breve postulo tempus
IV: Archicancellarie, vir discrete mentis
V: Nocte quadam sabbati somno iam refectus
VI: En habeo versus te precipiente reversus
VII: Archicancellarie, viris maior ceteris
VIII: Presul urbis Agripine
IX: Salve, mundi domine, Cesar noster, ave!
X: Estuans intrinsecus ira vehementi